# Virgin Suicide (album)
Virgin Suicide er selvbetitlede debutalbum fra det danske britpopband Virgin Suicide. Det blev udgivet den 18. maj 2015. Det blev produceret af Lars Vognstrup fra Lars & The Hands Of Light og havde Sune Wagner fra The Raveonettes som co-producer.
Albummet blev godt modtaget af anmelderne. GAFFA skrev at det var "en flot og stilsikker debut" og kvitterede med fire stjerner ud af seks mulige. Politikens anmelder kaldet musikken for "Melodisk smittende guitarpop" og gav fire ud af seks hjerter.

## Spor
1. "Sedate Me" - 3:28
2. "2nd Wave" - 3:07
3. "There Is A Glace Over My Eyes" - 3:38
4. "However You Want Me" - 3:33
5. "My Girl" - 3:16
6. "The Thrill" - 3:21
7. "It's Never Gonna Be The Same" - 4:26
8. "Virgin Suicide" - 3:44
9. "Marble Sky" - 4:10